# Балакино (Верхньосалдинський міський округ)
Бала́кино (рос. Балакино) — присілок у складі Верхньосалдинського міського округу Свердловської області.
Населення — 4 особи (2010, 4 у 2002).
Національний склад населення станом на 2002 рік: росіяни — 100 %.